# Plateremaeus excavatus
Plateremaeus excavatus är en kvalsterart som beskrevs av Hammer 1979. Plateremaeus excavatus ingår i släktet Plateremaeus och familjen Plateremaeidae. Inga underarter finns listade i Catalogue of Life.